# Leeds (Anglia)
Leeds városa West Yorkshire megyében, Angliában található. A mai Leeds története visszanyúlik az 5. századig: Elmet uralkodása alatt létezett egy „Loidis” nevű erdő, s ebből alakult ki Leeds város neve. Az ipari forradalom során Leeds a gyapjúgyártás meghatározó ipari központjává vált, mielőtt kereskedelmi és oktatási központtá alakult, helyet adva nemzetközileg is ismert és elismert egyetemeknek. Ma Leeds Anglia legnagyobb üzleti és finanszírozási szolgáltatások központja London után, továbbá a legnagyobb jogi központ is, így a statisztikák szerint Anglia leggyorsabban fejlődő városa.
Leeds lakossága 761 100 (2007-es becslés), a nyugat-yorkshire-i régió kulturális, pénzügyi és kereskedelmi életének központja, amely egy 2001-es becslés szerint 1,5 millió lakost számlált. Leeds része a Leeds-Bradford Városi Övezetnek (Leeds-Bradford Larger Urban Zone – LUZ), a harmadik legnagyobb az Egyesült Királyságban, a londoni és a manchesteri után, becsült lakossága 2004-ben 2,4 millió lakos volt, tíz másik közigazgatási területtel együtt – Leeds városi övezetének összlakossága ezáltal 2,9 millió lakos.
Leeds az összes angliai helyi közigazgatás közül, Birmingham után, a második. A leedsi körzetnek több mint 65%-át borítja zöldövezet, és a városközpont alig húsz mérföldre fekszik a Yorkshire Dales Nemzeti Parktól, ily módon az egyik legkitűnőbb tájjal, látvánnyal rendelkezik egész Angliában.
A történelmi belvárosnak, amely Leeds központjában fekszik, 443 247 lakosa van. A Leeds név néha csak erre a történelmi központra utal, amely nem foglalja magába a külvárosokat és más negyedeket, mint például Horsforth, Pudsey, Otley vagy Wetherby, amelyek csak 1974 óta a város részei.

## Története

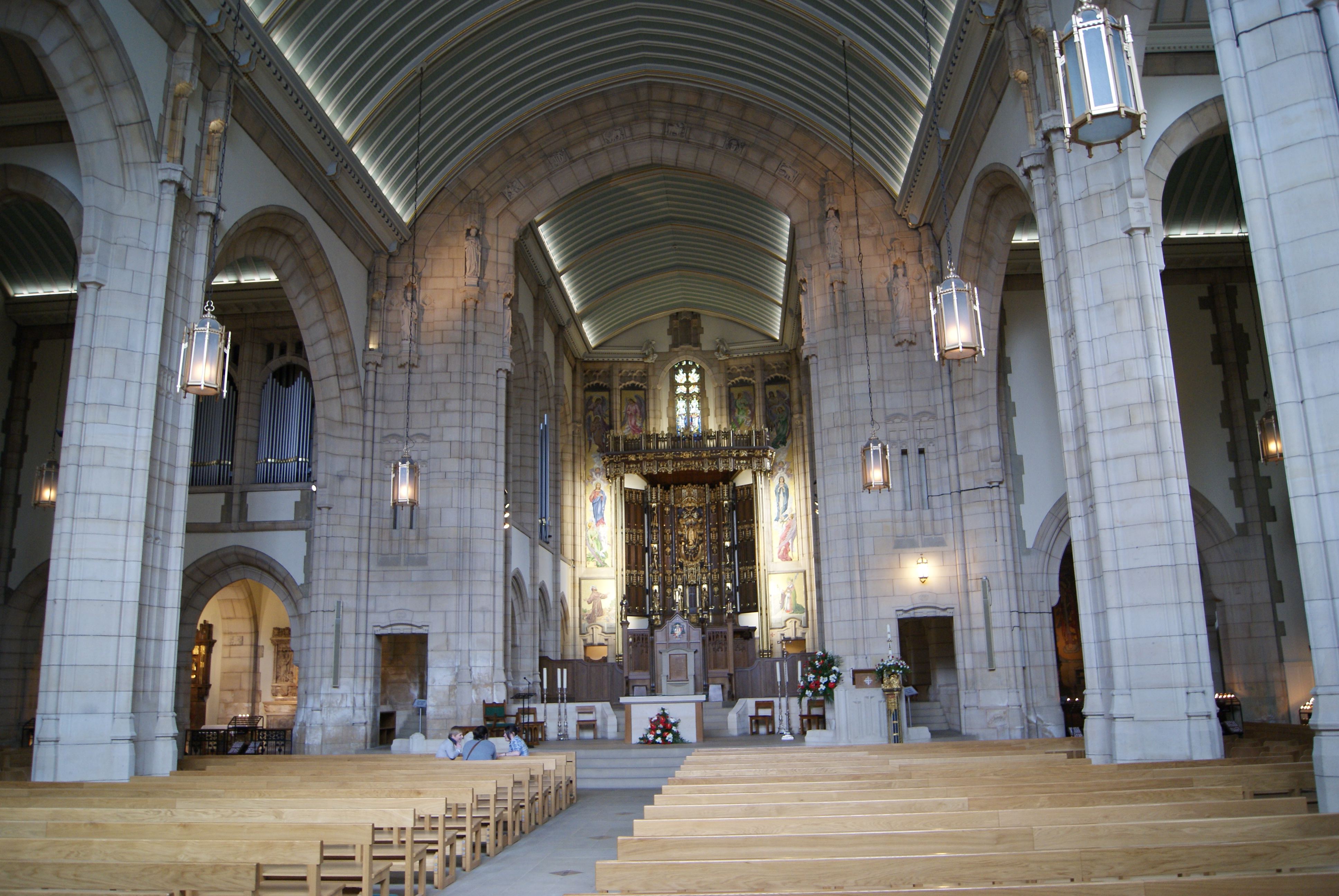
Szent Anna-székesegyház

A „Leeds” név eredetileg a „Loidis”, kelta eredetű szóból származik. Ahogyan Beda Venerabilis is írta: „…regione quae vocatur Loidis” – a régió, amely Loidis néven ismert.
Leeds „Ledes” néven volt megemlítve a Domesday Bookban, 1086-ban, miután a név először „Leedes” formát öltött, majd később, végül is megkapta a „Leeds” nevet. Leeds a középkorban egy mezőgazdasági piacközpont volt, és az első szabadalomlevelét 1207-ben kapta meg. A Tudor időszakban Leeds leginkább egy kereskedő város volt, kézzel készített gyapjúruhával és más termékekkel kereskedett Európával. A lakosság folyamatosan növekedett 10 000 lakostól egészen a 17. századig, és a 18. századra már 30 000 lakost számlált. Egy adott ponton Anglia kereskedelmének majdnem a fele Leedsen keresztül hagyta el vagy jött be az országba. Az ipari forradalom idején Leeds gyorsan növekedett, és a népesség az 1840-es években már 150 000 volt. A város ipari fejlődését kisegítette a Liverpool és Leeds között ásott csatorna 1816-ban, és a vasút kiépítése 1848-ban. 1893-ban Leeds várossá avanzsált. A gyárak fejlődtek az ipari forradalom során, azaz a fémből készült szerszámok, gőzgépek és fogaskerekek gyártása, akárcsak a textíliák, vegyi anyagok, bőrművesség és fazekasság iparágak is. Nagy mértékben termeltek ki szenet, és a Middleton Railway, az első sikeres kereskedelmi gőzműködésű vonat a világon, ami Middletonból szállított szenet Leeds központjába.
A 20. századra ez a társadalmi és gazdasági központja a régiónak elkezdett változni, látván a felsőoktatásban a lehetőségeket, olyan intézményeket hozva létre, mint a ma is híres University of Leeds, Leeds Metropolitan University és a Leeds Trinity & All Saints egyetemek. Erre a periódusra még jellemző volt az egészségügyi intézmények bővülése is, mint például a Leeds General Infirmary és a St James's Hospital. A második világháború után csökkenés mutatkozott a másodlagos gyáraknál, cégeknél, akik a 19. században még jól fejlődtek. 1951-ben a munkaképes lakosság fele még kézművességben dolgozott, de 1971-re ez az arány a harmadára változott. Leeds a kézműves munkahelyeinek a harmadát vesztette el 1971 és 1981 között. Mégis, van még pár tervező gyárak, amelyek turbina fűrészlapokat, alkatrészeket, fémötvözeteket, szelepeket és csővezetékeket állított elő az olajipar számára, kapcsoló berendezéseket, rézötvözeteket, sebészeti és kórházi felszereléseket, pumpákat, motorokat és fűtőtesteket.
Az 1980-as években a konzervatív államvezetés felállított egy városi fejlesztési tanácsot, amely az angol városok fejlődéséért volt felelős: akik ezt visszautasították, kivonták a helyi önkormányzat felügyelete alól, és az állami támogatás azzal a céllal jött, hogy felgyorsítsa a privatizálást az elmaradt régiókban. A (Leeds Development Corporation – LDC) leedsi fejlesztési tanács 1988-tól 1995-ig működött, és ráirányította a figyelmet két elmaradt ipari szekcióra, a Kirkstall Valley alsó része és a városközpont folyópartjának délkeleti részére. Az LDC elismerései közé tartozik, hogy felújított rengeteg folyóparti tulajdont, a Granary Wharf kinyitása és a Királyi Katonaság fejlesztése.

## Földrajza
Leeds a Pennine-hegység keleti oldalán, az Aire folyó völgyében fekszik, amelyen keresztül éri el utakkal és vasúttal a Pennines nyugati oldalán fekvő városokat. A város legmagasabb pontja 340 m, amely Bradforddal határos területen fekszik, a Rombalds Moor hegyen, az Ilkley Moor nevű csúcs, továbbá a legalacsonyabb pontja 10 m, a város keleti részén: ahol a Wharfe folyó átvágja a határvonalat Észak Yorkhire-al, délre a Thorp Arch Trading Estate-től, és ahol az Aire folyó találkozik az Észak Yorkshire-i határvonallal, a Fairburn Ings közelében.
Északi és keleti irányból a város Észak Yorkshire-al van körülvéve: a Harrogate övezet északra, és a Selby övezet keletre. A fennmaradó határvonalak Nyugat Yorkshire egyéb területeivel van körülvéve: Wakefield délről, Kirklees délnyugatról, és Bradford övezete nyugatról.

### Éghajlata
| Hónap                         | Jan. | Feb. | Már. | Ápr. | Máj. | Jún. | Júl. | Aug. | Szep. | Okt. | Nov. | Dec. | Év   |
| ----------------------------- | ---- | ---- | ---- | ---- | ---- | ---- | ---- | ---- | ----- | ---- | ---- | ---- | ---- |
| Átlagos max. hőmérséklet (°C) | 5,8  | 5,9  | 8,7  | 11,3 | 15,0 | 18,2 | 19,9 | 19,9 | 17,3  | 13,4 | 8,8  | 6,7  | 12,6 |
| Átlagos min. hőmérséklet (°C) | 0,3  | 0,2  | 1,6  | 3,1  | 5,5  | 8,5  | 10,4 | 10,5 | 8,7   | 6,3  | 2,9  | 1,2  | 5,0  |
| Átl. csapadékmennyiség (mm)   | 61   | 45   | 52   | 48   | 54   | 54   | 51   | 65   | 57    | 55   | 57   | 61   | 660  |
| Forrás:                       |      |      |      |      |      |      |      |      |       |      |      |      |      |

### A város területei
A város jelenlegi határait 1974. április elsején húzták meg. Azelőtt egy kisebb megye volt, amely Leedshez tartozott, és a város mai, különböző részei teljesen más közigazgatás alatt voltak. Ez a kisebb megye magába foglalta Armley, Beeston, Bramley, Chapel Allerton, Farnley, Headingley / Burley, Holbeck, Hunslet, Leeds, Osmondthorpe, Potter Newton, Seacroft, Temple Newsam (még idetartozott Austhorpe, Colton, Halton, Halton Moor és Whitkirk is) és Wortley területeket. Az 1974 utáni városi kialakítás továbbá magába foglalta Morley és Pudsey municipiális területeit, Tadcaster, Wetherby és Wharfedale vidéki területeit, és Aireborough, Garforth, Horsforth, Otley és Rothwell városi területeit, amely nyomán alakult ki a mai Leeds területi egysége.

## Gazdasága
Leeds városát megszavazták Anglia legjobb üzleti városának, a felmérést az Omis Research készítette 2003-ban , de két évvel később, 2005-ben már a harmadik helyen szerepelt, Manchester és Glasgow mögött. Egyes vélemények szerint ez a leggyorsabban fejlődő város az országban, és sokrétű gazdasággal rendelkezik, szolgáltatási szektorral és a most meghatározó kézműves gyártással egyaránt. Leeds gyors fejlődése hozzájárult Nagy-Britannia gazdasági földrajzának megváltoztatásához, hiszen Leeds ma a legnagyobb pénzügyi központ az országban, a fővároson kívül. Új, harmadfokú iparágak vannak, a kiskereskedelem, a telefonközpontok, irodák és a médiatermékek amelyek hozzájárultak a folyamatos gazdasági fejlődéshez a '90-es évektől kezdve. Leeds sikeresen lett első az országban, mivel teljes területén van széles sávú internet és digitális lefedettség, ami kulcsszereplővé tette az új médiaszektor egyesítésben. Olyan cégek, mint a Freeserve, Energis, Sportal, TEAMtalk, Contactmusic.com és Ananova Leedset országos urává tette az internetes iparnak. Most több mint 33%-a az ország internet mennyiségének Leedsen halad át, amely értelmében a város az egyik legfontosabb regionális központ az országban. A 124 000 foglalkoztatott főt meghaladó szektor, az üzleti és pénzügyi szektor, a legnagyobb számú alkalmazott ezen a területen az Egyesült Királyságban a fővároson kívül. A gazdaság továbbá azért is számít erősnek, mert alacsony a munkanélküliek aránya a városban.
Viszont a leedsi gazdaság csak pár éve robbant be, de ez a fejlődés sajnos nem jellemző a város összes kerületére. Sok déli és keleti része Leeds központi részének fejletlen maradt, de ezek a területek is kezdenek lassan élni a helyi befektetések lehetőségével. Korábban elmaradt régiók, mint Chapeltown és Kirkstall, hasznot húztak a gazdasági fejlődésből.
Vásárlás
Leeds rengeteg fajta üzlettel rendelkezik, és a Lonely Planet útikönyvei szerint a város 'a kelet Knightsbridge-e'. A sokrétű vásárlási lehetőségek, a legegyszerűbb, egy árucikket forgalmazó kisüzlettől, egészen a nagyáruházakig, mint például a Harvey Nichols és a Louis Vuitton ruhaüzletei, felfejlesztették Leeds kereskedelmét. A Victoria Quarter, egy régi, bevásárló épület, négy üveggel fedett sétáló-bevásárló utcát takar, a County Arcade, a Cross Arcade, a Queen Victoria utca és a King Edward utca. A Briggate utcában található, Leeds legfontosabb bevásárló utcájában. Más említésre méltó bevásárló helynek számít a Leeds Kirkgate Market, a Granary Wharf, a Leeds Shopping Plaza, a Headrow Shopping Centre, a The Light, a The St John's Centre, a The Merrion Centre Leeds, a Birstall Retail Park és a White Rose Centre.

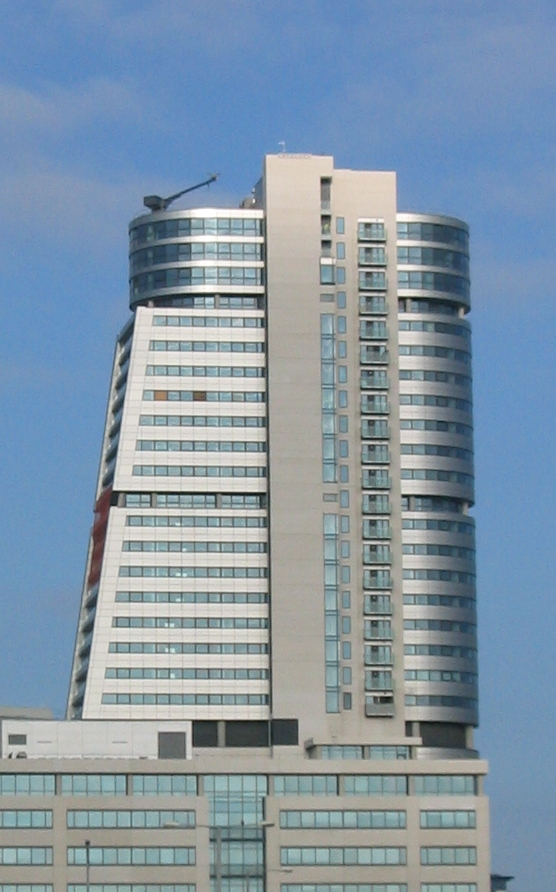
A Bridgewater Place, amelyet még 'Dalek'-nek is neveznek, 2007 szeptemberében

Ezenfelül az Eastgate Quarters kimagaslóan kibővíti a bevásárló zónát, és nemsokára itt fog felépülni egy John Lewis és egy Marks and Spencer üzlet. A Trinity Quarter egy nagy bevásárlóközpont, amit a számítások szerint 2010-ben fognak megnyitni a nagyközönség számára. Ez a befektetés az egyik utolsó passzusa egy városközpont fejlesztő tervnek, és a Leeds Shopping Plaza átalakításának.
Turizmus
Leeds több elismerésben részesült a turizmus területén elért eredményeiért; megszavazták a Condé Nast Traveler utazási magazin olvasói a "Anglia kedvenc célpontjának" 2004-ben, "a legjobb angol város Londonon kívül" elismerést 2005-ben, továbbá a The Good Britain Guide utazási magazin "az év legnépszerűbb városa" címet szavazta meg neki szintén 2005-ben. A város közel helyezkedik el az Anglia földrajzi középpontjához, könnyen elérhető célpontnak számít, mert az M1-es autópálya összeköti Londonnal és az M62-es pedig Manchesterrel, közel vannak hozzá Kingston upon Hull és Liverpool kikötővárosok, az A1-es nemzeti út pedig északkal köti össze. A Leeds Bradford Nemzetközi Repülőtér az egyik legjobban fejlődő regionális repülőtér, mintegy 87 százalékos utasszám növekedéssel az elmúlt öt évben. A heti járatok száma meghaladja 450-et, amelyek összekötik Európa 70 legnépszerűbb üzleti és vakációs célpontjával.
A leedsi turizmus becslések szerint fenntart húsz munkahelyet, és egy átlagos évben a város idevonz 1.5 millió turistát, akik éjszakára is maradnak és 10 millió napi látogatót. A várost látogatók évente, körülbelül £735 milliót költenek el a városban. Nagyobb helyi és regionális látványosságnak számít a Royal Armouries, a Leeds Art Gallery, a Henry Moore intézet és a West Yorkshire játszóház. Leeds szintén az egyetlen város a fővároson kívül, amely rendelkezik úgy saját operával, mint saját balett intézettel: a nemzetközileg is elismert Opera North és a Northern Ballet Theatre balettintézet.
Fejlődés
Az utóbbi időben Leeds sok fejlődésen esett át, amelyek meghatározzák a mostani város látképét. Jelenleg 16 felhőkarcolót építenek, vagy tervbe van véve, és ezek közül mindegyik magasabb a 'West Riding House'-nál (80 m) amely Leeds legmagasabb épülete volt az 1972–2005–ös időszakban. A Bridgewater Place, elterjedtebb helyi beceneve a 'Dalek', nemrég lett Leeds legmagasabb épülete. Egy magasabb épület a 'Lumiere' felhőkarcoló (171 m) építése a tervek szerint 2012-ben fog befejeződni, de az építkezés leállt 2008. július 9-én, mert a világgazdasági válság miatt a kormány nem folyósított több pénzt. Léteznek tervek még egy, az előzőnél is magasabb épületre, a Criterion Place 'Kissing Towers'-e, de nem kezdték el építeni ugyanolyan okból kifolyólag. Amióta elhalasztották a 'Lumiere' építését, a befektetők javaslatot tettek a városi tanácsnál, hogy gondolják újra a terveket, és hogy még a jelenlegi tervektől eltérően is magasabbra építsék.

## Közlekedése

### Helyi érdekeltségű
Tömegközlekedés

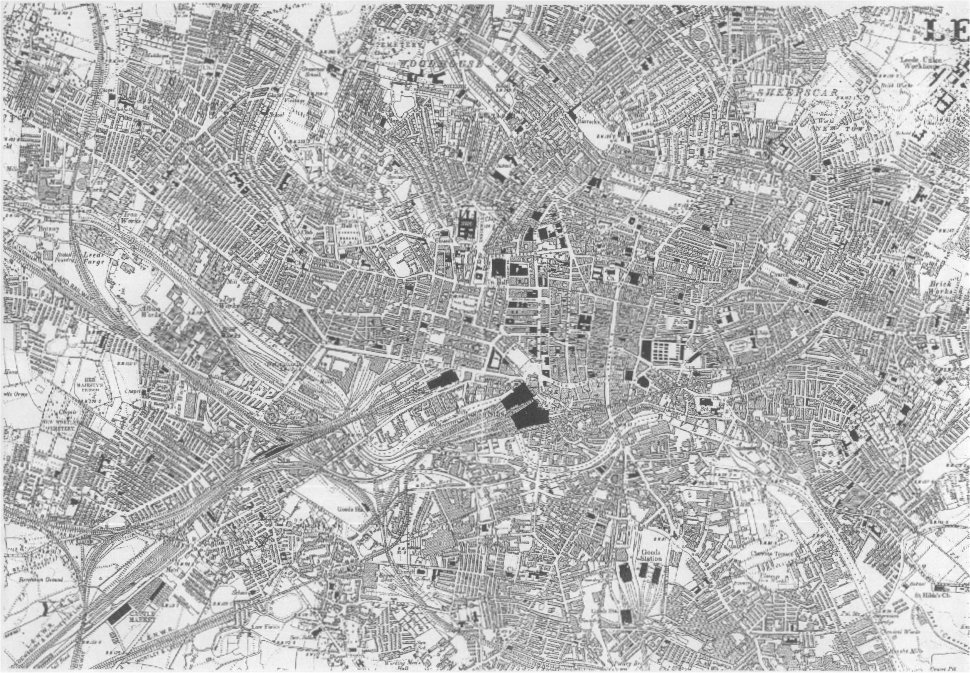
Leeds város térképe 1900-ban

A busz és vasúti közlekedést Leeds környékén a West Yorkshire Metro cég tartja karban és fejleszti, amelyet a leedsi városi tanács tart fenn.
A leedsi közlekedés elsőrangú lebonyolítója a buszhálózat. A főellátók a First Leeds és az Arriva Yorkshire cégek, és a város déli felét látják el. A buszhálózat magasszinten működik, úgy idegenvezetőkkel ellátott városnéző buszokkal, mint kiforrott buszhálózattal és busz prioritássokkal. Az ingyenes city busz összeköti a Leeds City Busz Állomást, a Leeds City Állomást, az egyetemeket és a leedsi központi kórházat, minden hatodik percben indul és hétfőtől szombatig közlekedik.
A Leeds City megállótól a New Station megállóig a MetroVonatok, üzemeltetve a Northern Bell által, eljutnak a vonatok a külvárosba és a város más kerületeibe is. A MetroVonatok hálózata folyamatosan fejlődik a '80-az évektől kezdődően, ennek ellenére pár évvel ezelőtt túlzsúfolttá vált, azáltal is, hogy megnyitották a glasshoughtoni állomást 2005-ben. A város összes külvárosi területe a Metrokártya 1-es és 2-es övezetéhez tartozik.
Leeds előző villamoshálózatát 1959-ben zárták be, hozzávetőlegesen akkor, amikor az Egyesült Királyság több más városában is. A központi villamosvonalak helyén a Queens Hall nevű koncerttermet építettek, amit le is bontottak 1989-ben. A Bramley villamosvonalak is lebontásra kerültek 1969-ben. Még létezik villamosállomás az Abbey Roadon, Kirkstallban, és villamosvonal is áll még Roundhay-ben.
A '90-es és a 2000-es években a városnak szándékába állt felállítani egy villamoshálózatot Supertram név alatt. A kormány visszautasította az ötletet, mert nem akart a költségvetésen túl költekezni, és a Közlekedési Minisztérium inkább egy buszalapú gyorshálózatot hozott volna létre egy villamoshálózat helyett. Az 1930-as években a leedsi városi tanács felvetette lehetőségként egy kétszer akkora földalatti villamoshálózat kiépítését, mint egy magas villamoshálózat, központi kormánypénzekből finanszírozva. A terveket elvetették, amikor közbeszólt a második világháború, és az erre szánt pénzeket a háborúra fordították. Leeds Európa legnagyobb városa, ahol nincs meghatározó közlekedési rendszer.
2007-ben a Közlekedési Minisztérium előterjesztette az üzleti trolibusz rendszer ötletét. Az építkezést 2011-ben kezdték volna el, ám forráshiány miatt a munka nem kezdődött el. A First Yorkshire a trolibusz helyett 200 modern hibrid busz beszerzését tervezi.
Utak
Leeds városa rendelkezik egy belső, a várost körülölelő körgyűrűvel, amely részben autópályának számít, és egy külső körgyűrűvel. A városközpont egy része sétálóutcák sokasága, és csak az óra járásának megfelelő irányban lehet körüljárni.
A legutóbbi fejlesztések észak Leeds részében, ahol az M621-es autópálya elérte a 7-es szintet fejlettségében, és ezzel együtt be is fejeződött az eredetileg 1971-ben megtervezett belső körgyűrű, továbbá egy híd felépítése amely az A64-es autópályán van, és az út továbbtart az M621-esig. Ez az új útkapcsolat segítséget nyújt abban, hogy a nagyobb forgalmat eltereljék a városból, és átirányítani az autópályára.
Egy másik projekt, amely építése majd csak 2008 végén fog elkezdődni, a már régen várt 45-ös csomópont megépítése az M1-es autópályán. Kerülőutak, pihenők és körforgalmak is részei az autópálya építésének. Most, egy dupla országutat építenek, az East Leeds Link Road-ot a 45-ös csomópont felé, amely egyenesen Leedsbe tart, Cross Greenen és Hunsleten keresztül. Ez a projekt is része a leedsi városi tanács fejlesztési programjának, amely elősegíti a befektetéseket a kelet leedsi régióba, amely egy óriási kihasználatlan területnek számít.
A leedsi városi tanács támogatja a WhizzGo nevű autómegosztó klubot, melynek 50 fontos éves díja van, és amellyel harcba szeretnének szállni a fokozott károsanyag-kibocsátással a városban és környékén. A séma szerint a helyi lakosok és az üzleti szférákban dolgozóknak lehetőséget adnak egyrészt pénzmegtakarításra, másrészt rendelkezésükre ad alacsony károsanyag-kibocsátó autókat, bármikor amikor szükségük van rá. Így, az autóklub tagjai kevesebbet fogják igénybe venni az autóikat, és helyette sétálnak, bicikliznek vagy a tömegközlekedést veszik igénybe. Több, mint 30 autót biztosítottak rendelkezésre városszerte, és bérelhetők órára (körülbelül £6 volt az óradíj 2008 augusztusában). Az autók egyedi készítésű kártyával és egyedi pinkóddal hozzáférhetőek.

### Nemzeti és regionális érdekeltségű
Vasút

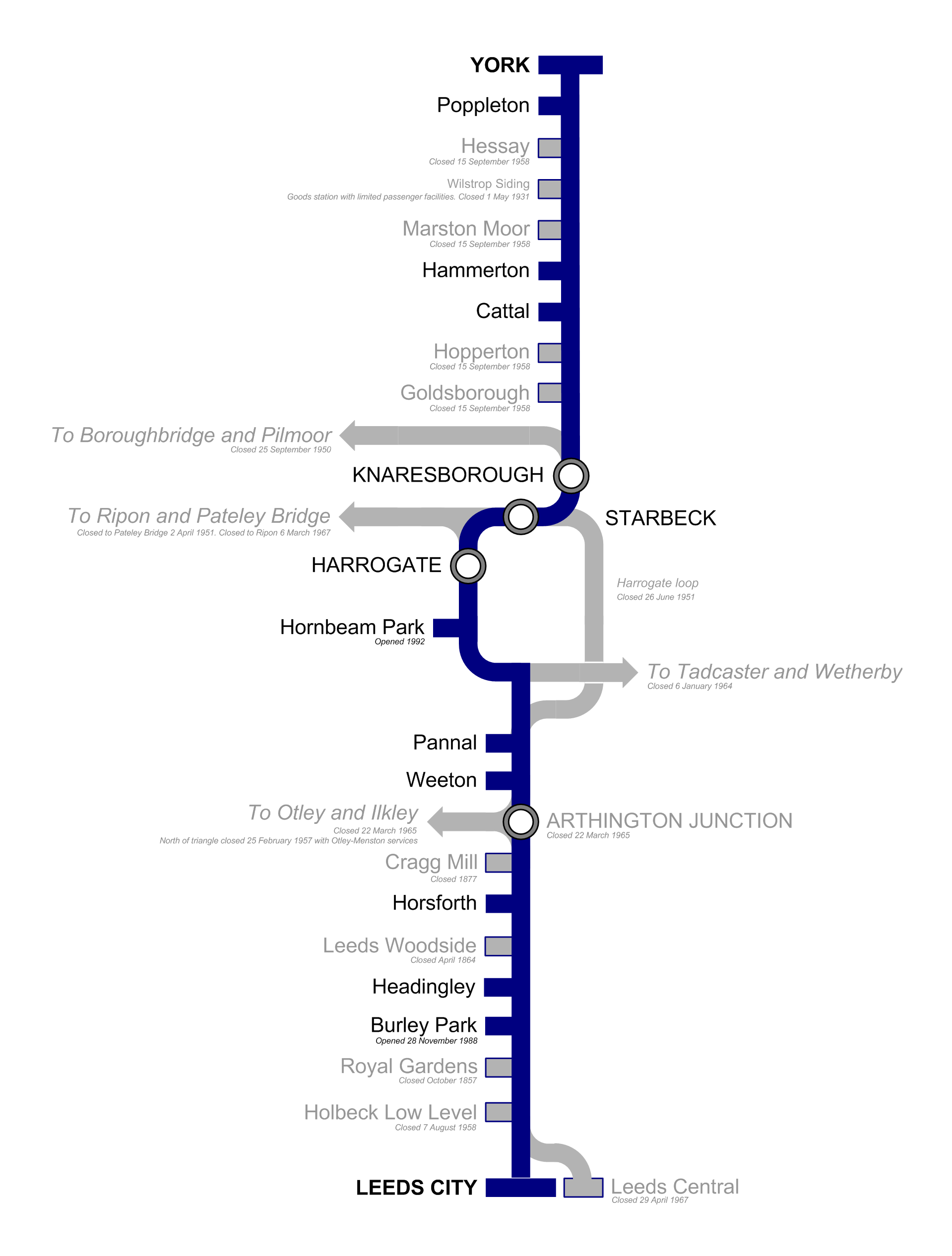
A brit vasút nyomvonala Yorktól Leedsig

A leedsi városi állomás egyike a legforgalmasabb vasútállomásoknak az országban Londonon kívül, több, mint 900 vonattal, és több, mint 50 000 áthaladó utassal naponta. Vonatkapcsolatok érhetők el innen London felé, Birmingham, és közép Anglia, Manchester és az északnyugat, a keleti part, Bristol, Newcastle upon Tyne, és Skócia felé is, ugyanúgy ahogy helyi és regionális célpontok is. Az állomáson 17 peron található, a legtöbb az országban Londonon kívül.
Két vasúti vonal is megy Londonba. A főútvonal a keleti parti főútvonal mellett van, amelyen félóránként indul vonat a King’s Cross pályaudvarra. A kelet középföldi vonatok egy sokkal lassabb alternatívát nyújtanak Sheffield, Derby és Leicester irányába, és érkezik a londoni St Pancras nemzetközi vasútállomásra, együtt Eurostar nemzetközi vonatok csatlakozásával.
Busz
Leeds egy nagy, modern buszállomással rendelkezik a Dyer utcában. Egy részleg fenn van tartva a National Express szolgáltatásai számára a maradék helyet más szolgáltatók használják buszokat üzemeltetve amelyek a környező városokba mennek, és egy kis részét pedig helyi úticélok kiszolgálására használják fel. A városon kívüli buszokat a FirstBus és az Arriva Yorkshire üzemelteti. A Harrogate & District cég buszokat indít Harrogatebe és Riponba. A Keighley & District cég buszjáratokat tart fenn Shipley, Bingley és Keighley irányába. A Yorkshire Coastliner cégnek úticéljai Leedsen keresztül Bridlington, Filey, Pickering, Scarborough, Thornton-le-Dale, és Whitby Tadcasteren keresztül, York és Malton.
Úthálózat
Leeds fókuszpontja az A58, A61, A62, A63, A64, A65 és A660-as utaknak. Napjainkban az M1 és az M62 autópályák találkozása a város déli felén, és az A1 elhaladása a város keleti felén, a várost autópálya központtá tette az országos, északi autópálya hálózatban.
Légi

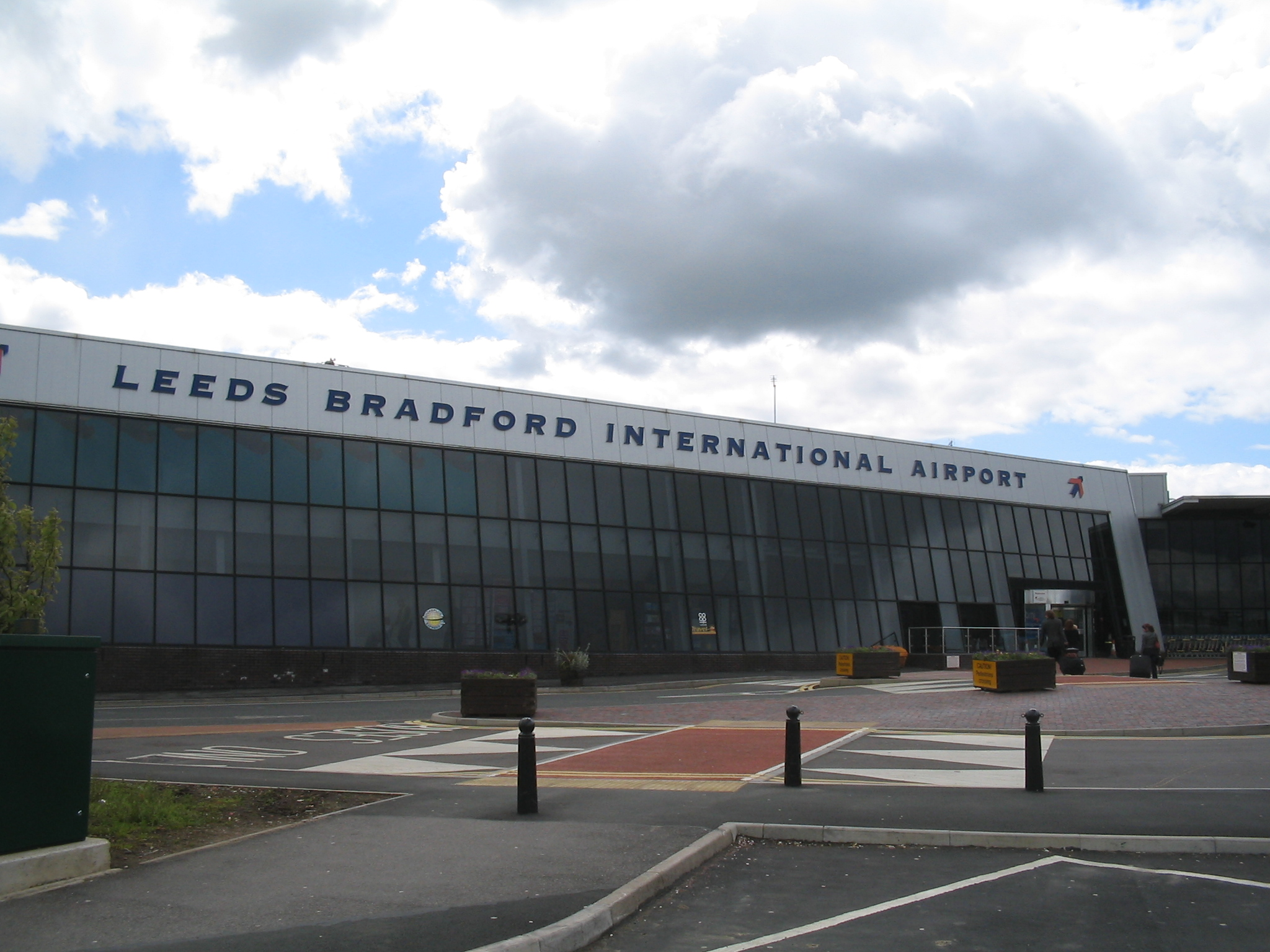
Leeds Bradford International Airport (Repülőtér)

A Leeds Bradford nemzetközi repülőtér Yeadonban található, 16 km-re a város északnyugati szélétől, és egyaránt vannak charter és előtervezett járatai, amelyek Európába, Egyiptomba, Pakisztánba, Törökországba, és az Egyesült Államokba repülnek. A világ más részeivel is van repülési kapcsolat Londonon keresztül, A Heathrown keresztül, a párizsi Charles de Gaulle repülőtéren keresztül és amszterdami Schipholon keresztül. 2007-ben a Bridgepoint Capital megvásárolta a repülőteret a helyi tanácstól £145.5 millióért. Az új tulajdonosok be akartak fektetni £70 milliót, főképpen az utas és a kisekereskedelmi szektort feljavítva. A cég két célt tűzött ki 2015-ig: az évi 7 millió utas megduplázása, és 20 új járat beindítása. A Bridgepoint Capital már kiadott egy tervet a terminálok bővítésére, amely £28 millióba fog kerülni a cégnek.
Közvetlen vonat jár Leedsből a manchesteri repülőtérre, amely hétköznaponként óránként indul és 2-3 óránként hétvégén és éjszaka. Az út önmaga csak 1½ óra. A Robin Hood Airport Doncaster Sheffield repülőtér 64 km-re van Leeds délkeleti részétől.
Tengeri
Leeds úti, vasúti, és busz összeköttetésben áll Kingston upon Hullal, ami alig egy órára van, ahonnan el lehet utazni Rotterdamba és Zeebruggebe, kompon keresztül, amiket a P&O Ferries cég tart fenn.

## Oktatása

### Iskolák
Leeds sok oktatási intézménnyel rendelkezik, az 'Education Leeds' felelősséget érez a helyi fiatalok állami oktatásában. Az 'Education Leeds' egy nonprofit cég, amelyet a leedsi városi tanács üzemeltet, amely oktatási feladatokat lát el az agglomeráció területén 2001 óta. 2009 januárjában bejelentették, hogy az agglomeráció területén 38 középiskola, amelyből 8-at teljes munkaidős rendőri felügyelet őriz, a maradék 30 iskolát 16 rendőr között osztották fel. Az állítmány, miszerint a rendőrök letartóztathatnak és kereshetnek gyerekeket, 250 ellen támadást kapott az agglomeráció iskoláitól 2008-ban. Bob Bowman, a west Yorkshire-i rendőrőrs közrendőre kijelentette, hogy "nincs meghatározott probléma a leedsi iskolákban más városokhoz viszonyítva, de nem ülhetünk a babérjainkon".

#### Magánszektor
A város legrégebbi és legnagyobb magán iskolája a Grammar School, amely hivatalosan 2005-ben jött létre, pontosan miután egybevonták a Leeds Grammar Schoolt és a Leeds Girls' High School iskolákat. Mindkét iskola meghatározó történelemmel bír, amelyek visszanyúlnak az időben 1552-ig és 1857-ig.Más különálló iskolák a Fulneck iskola és a Gateways iskolák.

### Kollégiumok
A város otthont ad több felsőoktatási kollégiumnak is, név szerint a Leeds City College, a legnagyobb felsőoktatási kollégium Leedsben, a Joseph Priestley College, a Leeds College of Building és a Notre Dame Catholic Sixth Form College-ok.

#### Kollégiumok összevonása
2009. április elsején a Park Lane College, a Leeds Thomas Danby, és a Leeds College of Technology kollégiumok egyesültek és létrehozták a Leeds City College-t. Ez csak az első lépés volt az egyesítésben, a tényleges újraszervezés, az órák újraszervezése, új épületek, melléképületek létrehozása és régiek lebontása, vagy akármelyik most működő épület bezárása, stb. előreláthatólag csak évek múlva fognak befejeződni.

### Egyetemek

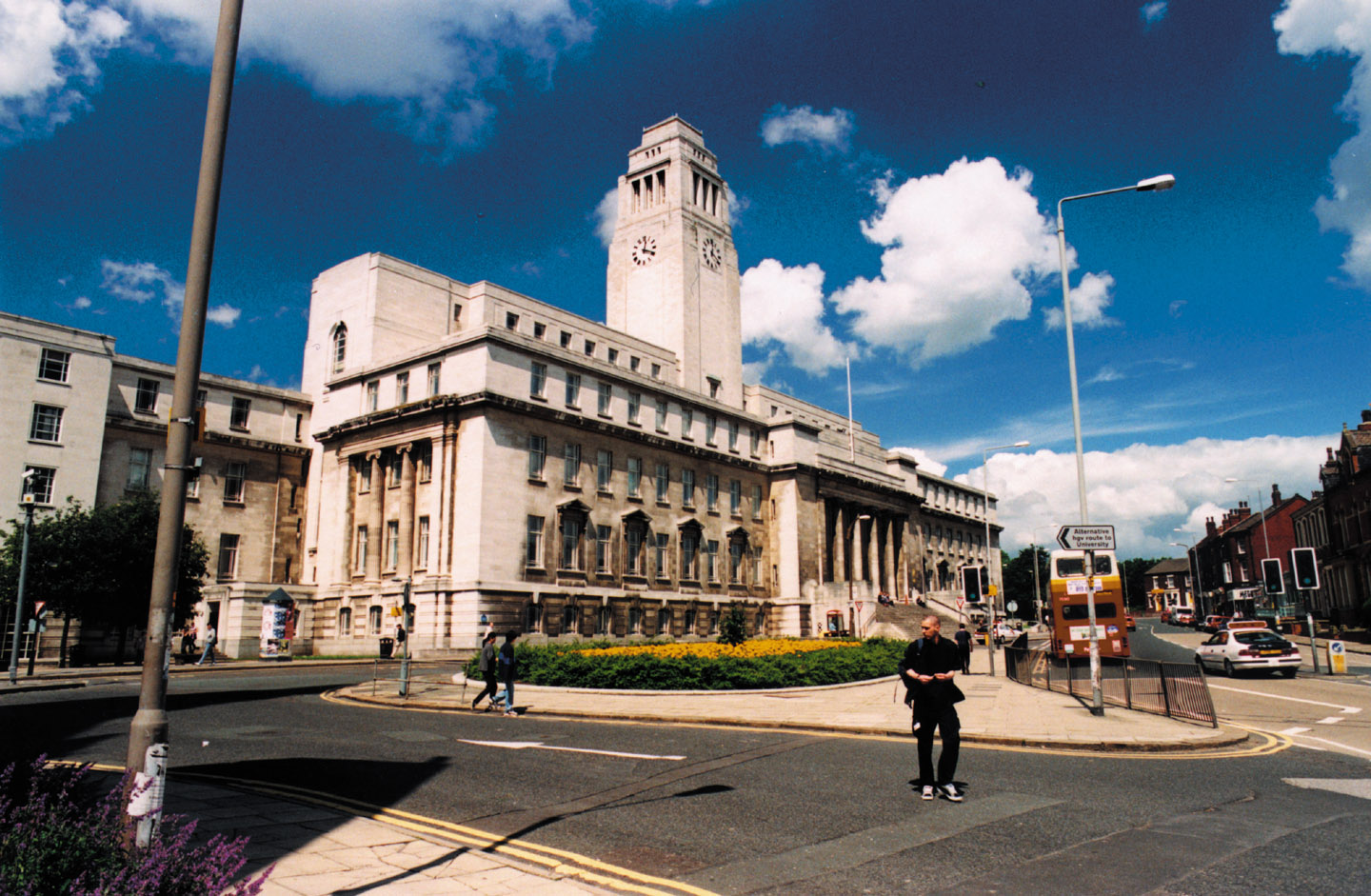
Parkinson épület, University of Leeds

Leedsben két egyetem található, az egyik a University of Leeds, hozzávetőlegesen 34.000 tanulóval, akik közül 30.000 nappali tagozatos, a másik a Leeds Beckett University (régebbi nevén: Leeds Metropolitan University), körülbelül 26.000 tanulóval, akik közül 18.000 nappali tagozat egyik szekciójába tartozik, és 2.100 a nappali másik tagozatához tartozik.
Található itt pár felsőoktatási kollégium is, a Leeds College of Art, korábbi nevén a Jacob Kramer College, és egészen 2009-ig College of Art and Design, a Leeds Trinity & All Saints, a Leeds College of Music, a legnagyobb zenei kollégium az Egyesült Királyságban, a Northern School of Contemporary Dance és a Leeds City College, amely egyaránt ajánl tovább és felsőoktatási lehetőséget is a tanulni vágyók számára. Amely tény hozzájárult, hogy Leeds rendelkezzen az országban a legnagyobb tanulóközösséggel. Továbbá a várost megszavazták a The Independent című újságban a legjobb továbbtanulási célpontnak az országban. A Leeds Trinity & All Saints magánegyetemmé szeretne válni a közeljövőben, és Leeds Trinity néven akar tovább működni.

## Sport
- A város legnevezetesebb labdarúgóklubja a Leeds United FC.
- Krikettben itt található a Yorkshire CCC és a Northern Superchargers klubok székhelye is.[4][5]

## Híres szülöttei

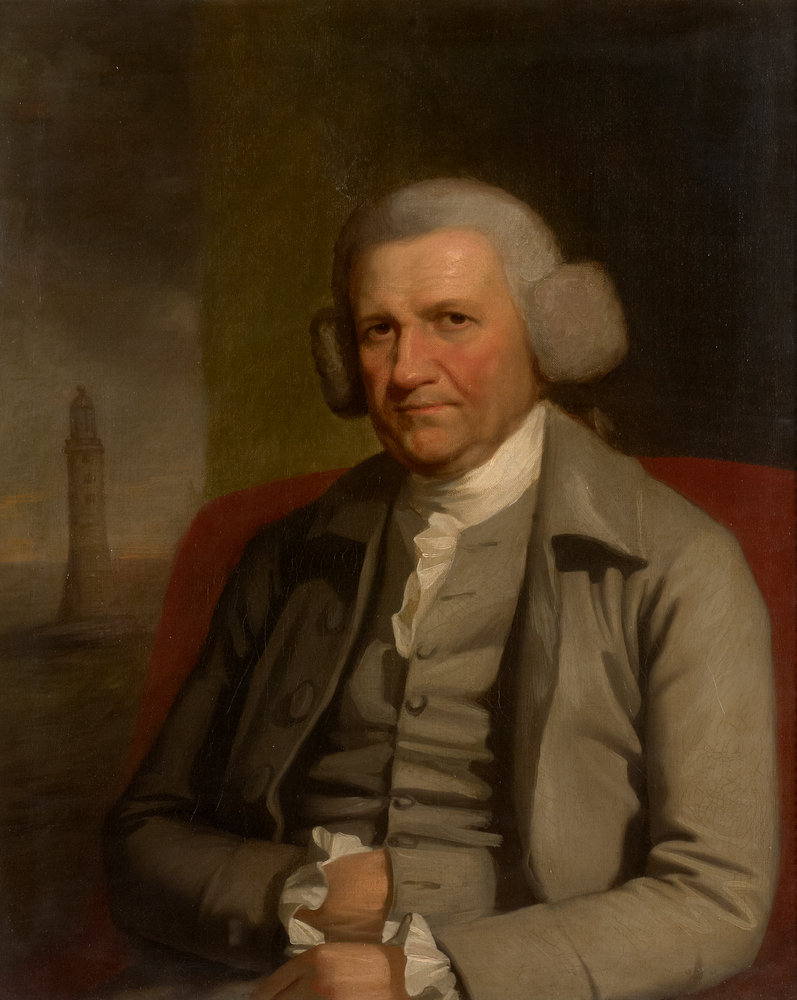
John Smeaton

Híres emberek, akik itt, vagy a környéken születtek:
- Akadémikusok: A költő Alfred Austin, a kultúratörténész Richard Hoggart, a mechanikai mérnök és fizikus John Smeaton, és a helytörténész Richard Vickerman Taylor.
- Színészek: Peter O’Toole, Malcolm McDowell, Elizabeth Dawn (mint Vera Duckworth), Tom Wilkinson, Steven Waddington, Matthew Lewis (mint Neville Longbottom a Harry Potter filmekben), Angela Griffin, Frances Burnett, Geoffrey Bayldon és John Simm.
- Előadóművészek: Julian Barratt, a BBC Radio 1 DJ-je Chris Moyles, az előzőleg DJ aztán TV bemondó Sir Jimmy Savile, az énekesnő Corinne Bailey Rae, a Spice Girl Mel B, együttesek: a The Pigeon Detectives és a Kaiser Chiefs, a komikusok: Ernie Wise, Vic Reeves, Barry Cryer, Leigh Francis (mint Avid Merrion) és az XFM DJ-je aztán előadóvá avanzsáló Alex Zane.
- Írók: A drámaíró Alan Bennett, a regényíró Barbara Taylor Bradford, a gyerekkönyv-szerkesztő Arthur Ransome, a költő Tony Harrison, és a költő, regényíró és fordító Barry Tebb.
- Mások: Az amerikai gangster Owney Madden, a volt miniszterelnök Herbert Henry Asquith, a bútortervező Thomas Chippendale, a Newsnight bemondója Jeremy Paxman, a sportadások bemondója Gabby Logan, a Newsround bemondója John Craven, a modell Nell McAndrew, a sztárséf Marco Pierre White, a sznúkerjátékos Paul Hunter, a rögbi liga játékosa Ellery Hanley, a rögbijátékos Jason Robinson, és a rögbi világkupa győztese Mike Tindall.

## Testvérvárosai
Leeds a következő városokkal áll testvérvárosi viszonyban:
| - Brno, Csehország - Colombo, Srí Lanka - Dortmund, Németország - Durban, Dél-afrikai Köztársaság | - Hangcsou, Kína - Lille, Franciaország - Louisville, Egyesült Államok - Siegen, Németország |

És a következő városokkal tart fenn szoros kapcsolatot:
| - Brassó, Románia - Stockholm, Svédország - St Mary, Jamaica |

## Fordítás
- Ez a szócikk részben vagy egészben  a   Leeds című angol Wikipédia-szócikk fordításán alapul.  Az eredeti cikk szerkesztőit annak laptörténete sorolja fel. Ez a jelzés csupán a megfogalmazás eredetét és a szerzői jogokat jelzi, nem szolgál a cikkben szereplő információk forrásmegjelöléseként.